# 3號高速鐵路 (比利時)
3號高速鐵路（法語：Ligne à Grande Vitesse 3，简称LGV 3，简称HSL 3）是一條比利時高速鐵路線，連接列日和德國近亞琛的邊境，全長56公里，當中42公里為高速專線。
路線於2007年10月完工，但直接2009年6月14日才開始有德國ICE列車營運。大力士高速列車自2009年12月13日起使用此線。兩者間的時差是由於執行ETCS 2級時遇上困難，因為沒有列車能符合ERTMS的標準。
連同HSL 2和前往法國邊境的HSL 1大幅縮短了來往巴黎、布魯塞爾和德國城市的時間。列日至科隆的車程由1小時23分鐘減至1小時1分鐘。與HSL 2不同，HSL 3只由國際列車使用。

## 圖集

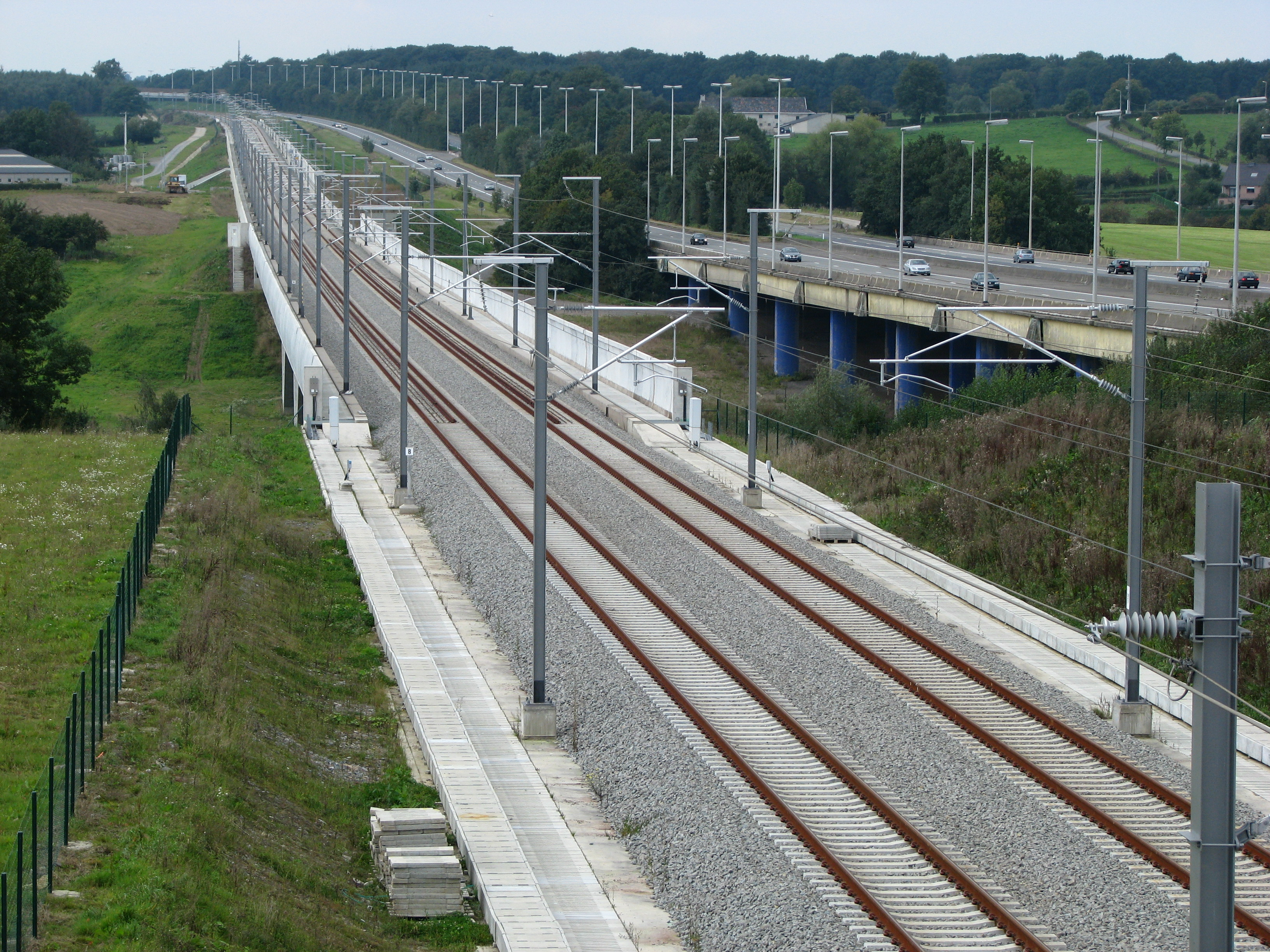
勒伊夫（Ruyff）谷地的高架橋
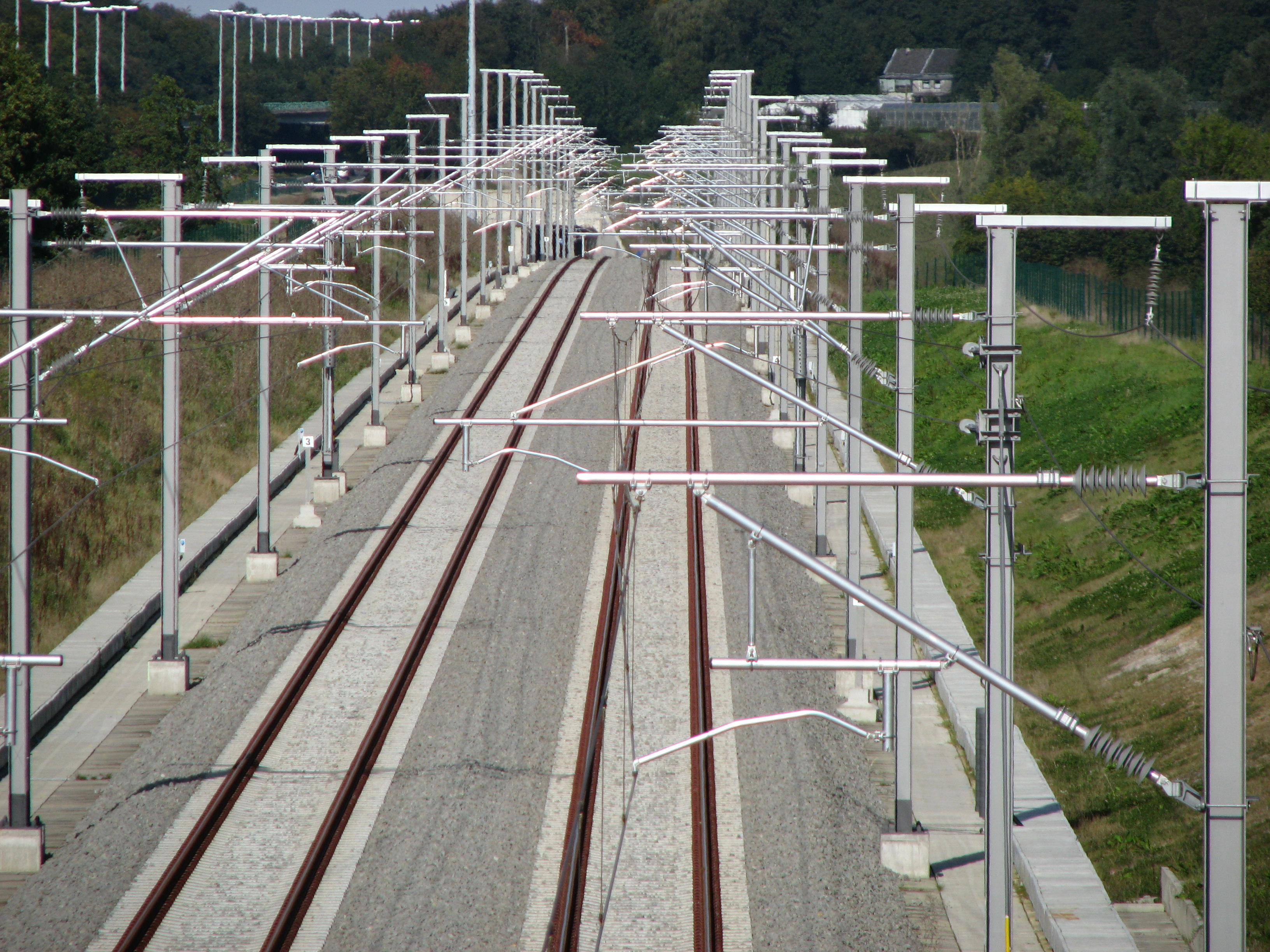
瓦尔霍恩附近的HSL 3

## 外部連結
- Belgian high-speed rail site（页面存档备份，存于） （法文）